# Ernie Vossler
Ernest Orville Vossler (29 de novembro de 1928 – 16 de fevereiro de 2013) foi um jogador norte-americano de golfe profissional, que disputou o PGA Tour. Era casado com Marlene Hagge, membro do Hall da Fama do Golfe Mundial.

## Vitórias profissionais (4)

### Vitórias do PGA Tour (3)
| N.º | Data                   | Torneio                   | Placar                | Margem    | Vice-campeão  |
| --- | ---------------------- | ------------------------- | --------------------- | --------- | ------------- |
| 1   | 25 de maio de 1958     | Kansas City Open          | −19 (67-65-70-67=269) | 2 tacadas | Billy Maxwell |
| 2   | 12 de janeiro de 1959  | Tijuana Open Invitational | −15 (69-65-71-68=273) | 2 tacadas | John McMullin |
| 3   | 18 de setembro de 1960 | Carling Open Invitational | −12 (69-69-66-68=272) | 1 tacada  | Paul Harney   |